# Hadrovići
Hadrovići (cyr. Хадровићи) – wieś w Bośni i Hercegowinie, w Republice Serbskiej, w gminie Višegrad. W 2013 roku liczyła 2 mieszkańców.